# Stanislav Škorvánek junior
Stanislav Škorvánek junior (* 31. Januar 1996 in Žilina) ist ein slowakischer Eishockeytorwart, der seit 2020 beim HK Dukla Michalovce in der slowakischen Extraliga unter Vertrag steht. Sein Vater Stanislav Škorvánek senior war ebenfalls Eishockeyspieler und ist heute Trainer bei Vlci Žilina.

## Karriere
Škorvánek begann seine Karriere beim heimischen MsHK Žilina, wo er bis 2015 alle Nachwuchsmannschaften bis zur U20 durchlief; in der ersten Mannschaft kam er allerdings nicht zum Einsatz. In der höchsten slowakischen Spielklasse, der Extraliga, debütierte er in der Saison 2015/16 für das Team HK Orange 20, das nur aus U20-Nationalspielern besteht. Nachhaltig etablieren in der Extraliga konnte er sich jedoch nicht.
Zwischen 2016 und 2021 wechselte Škorvánek neunmal den Verein und pendelte dabei regelmäßig zwischen Extraliga und der zweitklassigen 1. Liga. Der Durchbruch gelang ihm erst in der Saison 2021/22 bei seinem Heimatverein Vlci Žilina, der zu diesem Zeitpunkt in der 1. Liga spielte. Zwar verpasste der Klub den Aufstieg, jedoch machte Škorvánek mit seinen Leistungen auf sich aufmerksam. Seine Fangquote in der Hauptrunde betrug beinahe 95 % und der HK Dukla Michalovce, bei dem er bereits 2020 bis 2021 gespielt hatte, nahm ihn unter Vertrag.
In der Saison 2022/23 setzte er sich endgültig in der Extraliga durch. Mit seinen Leistungen verhalf er Michalovce zum Einzug ins Playoff-Halbfinale, wo das Team gegen die späteren Meister HC Košice verlor. Bei der Wahl zum Hokejista roka 2023 wurde Škorvánek anschließend als „Bester Torwart“ ausgezeichnet.

### International
Nachdem Škorvánek sein Heimatland bereits bei der U20-Weltmeisterschaft 2016 als Ersatztorwart vertreten hatte und dabei zu einem Kurzeinsatz gegen Finnland gekommen war, debütierte er bei der Weltmeisterschaft 2023 für die A-Nationalmannschaft. In vier Einsätzen für sein Team erzielte er die höchste Fangquote (95,4 %) und den niedrigsten Gegentorschnitt (1,26) unter allen Torhütern bei diesem Turnier.

## Erfolge und Auszeichnungen
- 2017 Meister der 1. Liga mit dem HC 07 Detva
- 2022 Meister der 1. Liga mit Vlci Žilina
- 2022 Höchste Fangquote und geringster Gegentorschnitt der 1. Liga
- 2023 Hokejista roka – Bester Torwart

### International
- 2023 Höchste Fangquote und geringster Gegentorschnitt bei der Weltmeisterschaft